# Diocèse de Khulna
Le diocèse de Khulna (anciennement Diocèse de Jessore) est une circonscription ecclésiastique de l’Église catholique au Bangladesh.  Érigé en 1952, sa juridiction s’étend sur les 12 districts de la région sud-occidentale du Bangladesh. Le diocèse compte 34.000 fidèles. Suffragant de l’archidiocèse de Chittagong, le diocèse est dirigé par Mgr James Romen Boiragi.

## Histoire
À la fin du XVIe siècle, en 1599,  quelques missionnaires jésuites portugais s’établissent à Iswaripur (au sud de Satkhira) où, avec l’autorisation du radjah de Jessore, ils construisent un lieu de culte, première église chrétienne dans l’ensemble du Bengale. Il en reste quelques vestiges archéologiques.  Mais la mission n’aura pas de lendemain, en partie parce que le roi y devint hostile.
Des pères missionnaires italiens de la PIME, sous la direction d’Antonio Maretti, arrivent en 1855 dans la région, alors sous l'administration de la East India Company. La première église des temps modernes est celle de Jessore, construite en 1856. D’autres suivent à Shimulia (1859), Bhabarpara (1866), Shelabunia (1870), Khulna (1873).
De 1927 à 1952 des pères salésiens opèrent également dans la région. Le 3 janvier 1952, le pape Pie XII érige le nouveau diocèse de Jessore qui regroupe les paroisses de l'archidiocèse de Calcutta et du diocèse de Krishnagar (en) qui, depuis l’indépendance de l'Inde (1947), font partie du Pakistan oriental (plus tard: Bangladesh). Pour des raisons de communications, Satkhira, proche de la frontière indienne, reste cependant sous l’autorité de Calcutta.
Le 14 juin 1956, le siège épiscopal est transféré de Jessore (ville historique) à Khulna, chef lieu du district et ville devenue la plus importante dans la région. Le diocèse est confié aux missionnaires de Saint François Xavier, un groupe de religieux italiens communément appelé « Pères xavériens ».
Initialement suffragant de l'archidiocèse de Dacca, le diocèse est rattaché à la province ecclésiastique de Chittagong à la création de celle-ci le 2 février 2017

## Aujourd’hui
Comptant quelque 34000 fidèles (en 2014) répartis sur 11 paroisses le diocèse est dirigé par Mgr James Romen Boiragi depuis 2012. 

## Évêques de Khulna
Le diocèse de Jessore est érigé le 3 janvier 1952. Le siège épiscopal est transféré à Khulna en 1956.
- 1956-1969: Dante Battaglierin, SX, démissionnaire
- 1970-2005: Michael Atul D'Rozario, CSC, démissionnaire
- 2005-2012: Bejoy Nicephorus D'Cruze, OMI, transféré au siège de Sylhet
- 2012-     : James Romen Boiragi,